# نسبة تبادلية

النقاط مع مرتبطةٌ معاً تحت تحويلٍ إسقاطيّ. لذا فإن نسبتهم التبادلية ثابتة. تُسمّى الخطوط السوداء الأربعة «حزمة توافقية»، وبمعنىً آخر، فإنَّ أي خط آخر (بالأحمر) يقطع الخطوط السوداء فإنه يحمل نفس النسبة التبادلية.

في الهندسة الرياضية، النسبة التبادلية (بالإنجليزية: Cross-ratio)‏ هي نسبةٌ مُرتبطةٌ بأربعِ نقاطٍ مُتسامتة. إذا كانت النقاط {\displaystyle A,B,C,D} على استقامةٍ واحدةٍ، فإنَّ نسبتهم التبادلية تُعرّف كالآتي:
{\displaystyle (A,B;C,D)={\frac {AC\cdot BD}{BC\cdot AD}}}حيث أنَّ النّسب نسبٌ مُوجّهةٌ. إذا كانت واحدة من النقاط الأربع نقطةً في اللانهاية، فإنَّ المسافتين الواصلتين بهذه النقطة تُحذف من الصيغة. تُعرّفُ النقطة D على أنّها المرافق التوافقي للنقطة C بالنسبة لـA و B.

## دائرة أبولونيوس
تُعمم النسبة التبادلية لتشمل الدائرة بتعريف المستوى العقدي بالصيغة الآتية: {\displaystyle (z_{1},z_{2};z_{3},z_{4})={\frac {(z_{3}-z_{1})(z_{4}-z_{2})}{(z_{3}-z_{2})(z_{4}-z_{1})}}.}. إذا كانت النقاط {\displaystyle A,C,B} مُتسامتةً في المستوى العقدي كما الشكل، فإنَّ دائرة أبولونيوس لهذه الثلاث نقاط هي مجموعة النقاط {\displaystyle P} التي تحقق أن معيار النسبة التبادلية مساوية لواحد.{\displaystyle |[A,B;C,P]|=1.\ }. بمعنىً آخر: {\displaystyle P} هي نقطة على دائرة أبولونيوس للنقاط {\displaystyle A,C,B} إذا وفقط إذا كان معيار النسبة التبادلية {\displaystyle [A,B;C,P]} مساوياً للواحد.

تعريف أبولونيوس للدائرة.

## النسب التوافقية
تُعرّفُ النقطة {\displaystyle D} على أنّها المرافق التوافقي للنقطة {\displaystyle C} بالنسبة لـ{\displaystyle A} و{\displaystyle B}. إذا كانت النسبة التوافقية للنقاط الأربع تساوي {\displaystyle -1}. وتُسمَّى حينئذٍ نسبةً توافقية. ونتيجةً لذلك، فإنَّ النسبة التبادلية بالإمكان اعتبارها على أنها مدى بُعدِ الأربع نقاط عن النسبة التوافقية. النسبة التبادلية مُعرّفة منذ القِدَم، حيث يرجّح أن إقليدس هو أوّل من ذكرها، كما استعملها ببس الرومي الذي لاحظ خاصيّة ثباتها تحت التحويلات الخطية. فالنسبة التبادلية لأيِّ قطعةٍ مُستقيمةٍ تقطع 4 مستقيمات متلاقية هي ثابتة. بشكلٍ مُكافئ، يُعرّفُ ذلكَ في الهندسة الإسقاطية على أنَّ النسبة التبادلية ثابتةٌ تحت أي تحويلٍ خطيٍ كسريٍ. في تعريفِ أبولونيوس للدائرة، تُسمَّى الخطوط {\displaystyle {\overleftrightarrow {PA}},{\overleftrightarrow {PB}},{\overleftrightarrow {PC}},{\overleftrightarrow {PD}}} «حُزمة توافقية» وهي كل مجموعة خطوط متلاقية نسبتها توافقية (أي: نسبتها التبادلية تساوي {\displaystyle -1}). إنَّ تقاطعَ حُزمةٍ توافقيةٍ مع الدائرة يُنتجُ رباعياً توافقياً.

## معرض صور

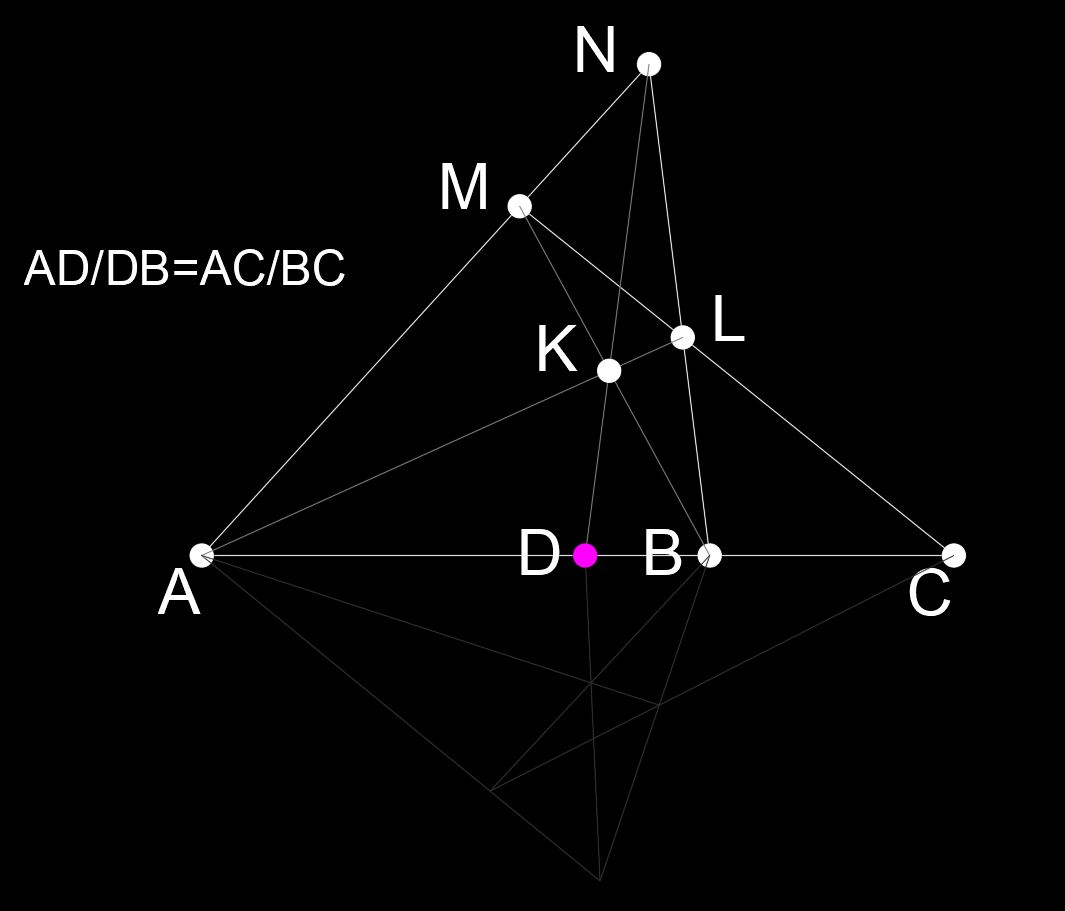
النسبة التناغمية في الهندسة الإسقاطية ، هي النسبة الموجودة بين أربع نقاط متسامتة (A,B,C,D)،  التي علاقتها التبادلية  تسمى رباعية تناغمية. يمكن إنشاء هذه الرباعية بدءًا من رباعي  أضلاع  M,N,L,K